# Су-5
Су-5 — советский экспериментальный истребитель-перехватчик с комбинированной силовой установкой, состоявшей из поршневого двигателя Владимира Климова ВК-107А с четырёхлопастным винтом и мотокомпрессорного ВРДК Константина Холщевникова. Самолет создан в ОКБ Павла Сухого в 1944 году и проходил испытания до 1946 года.

## История
В январе 1944 года в КБ П.О. Сухого в инициативном порядке приступили к эскизному проектированию одноместного истребителя с комбинированной силовой установкой, состоящей из основного поршневого двигателя Владимира Климова М-107А с воздушным винтом и дополнительного ВРДК Константина Холщевникова, выполнявшего функцию ускорителя. Компрессор ВРДК приводился во вращение двигателем М-107А при помощи вала.
Законченный проект был направлен для ознакомления в НКАП СССР и затем включён в проект плана опытного строительства самолётов ВВС КА на 1944 год. 22 мая 1944 года ГКО принял постановление, одним из пунктов которого обязал П.О. Сухого «…спроектировать и построить одноместный экспериментальный самолёт с мотором ВК-107А с установкой дополнительного ВРДК конструкции и постройки ЦИАМ…»
В начале июня в КБ приступили к проектированию самолёта, получившего обозначение И-107, позднее переименованного в Су-5. За основу приняли вышеупомянутый эскизный проект, который после доработок вновь предъявили на рассмотрение руководству НКАП и ВВС КА. Осенью 1944 года были утверждены заключения по эскизному проекту и протокол макетной комиссии.
Из-за несвоевременной поставки силовой установки постройка лётного экземпляра сильно затянулась. Первый полёт на самолёте Су-5 заводской лётчик-испытатель Г.И. Комаров выполнил 6 апреля 1945 года. Заводские лётные испытания проводились до 15 июня, в этот день в полёте произошла поломка двигателя ВК-107А.
В период вынужденного простоя из-за отсутствия двигателя, на самолёте установили новое крыло с ламинаризированным профилем ЦАГИ.
Испытания были прерваны в связи с аварией двигателя. Новый двигатель ВК-107А с ограниченным ресурсом получили в начале июля, лётные испытания возобновились в начале августа и продолжались до 18 октября. Полёты прекратили из-за выработки двигателем установленного ресурса. Все попытки получить новый двигатель не увенчались успехом. Ввиду ограниченного количества двигательных установок, НКАП обязал ЦИАМ в первую очередь обеспечивать ими самолёты И-250 конструкции ОКБ Артема Микояна и Михаила Гуревича как более отработанные и запущенные в производство малой серией. Следует отметить, что в процессе заводских испытаний самолёта Су-5 заявленные лётные данные так и не были получены. Дальнейшие работы над самолетом не проводились, так как к этому времени стало ясно, что комбинированные установки с отбором мощности на компрессоре от двигателя не перспективны.
В ноябре 1946 года постановлением СМ СССР были прекращены работы по ряду самолётов, «потерявших актуальность», среди которых был назван и Су-5. К этому времени на испытаниях уже находились самолёты с ТРД.

## Конструкция[1]
Су-5 свободнонесущий одноместный моноплан, цельнометаллической конструкции с дюралюминиевой обшивкой толщиной 1-2 мм, однокилевым хвостовым оперением и убирающимся в полете шасси.
- Фюзеляж - типа "монокок", цельнометаллический из дюралюминия. По всей длине фюзеляжа проходит воздушный канал, в котором последовательно размещаются компрессор, с приводом от двигателя, водяной радиатор и форсуночная камера. Хвостовая часть канала, изготовленная из жаропрочной стали, является камерой сгорания с регулируемым отверстием выхода. Форсуночная часть канала и камера сгорания имеют двойную стенку, в полости которой проходит воздух для охлаждения.
- Крыло - двухконсольное, однолонжеронное. Консоли стыкуются с фюзеляжем по бортовым нервюрам, стыке закрыты зализом. Механизация крыла - цельнометаллические щитки и элероны. Элероны с весовой и аэродинамической компенсацией, на левом элероне установлен управляемый триммер.
- Хвостовое оперение - нерегулируемый стабилизатор и киль установлены над фюзеляжем. Все хвостовое оперение цельнометаллическое. Места стыков фюзеляжа с оперением закрыты зализами. Рули направления и высоты имеют весовую и аэродинамическую компенсацию и снабжены управляемыми триммерами.
- Шасси - классическое трехопорное с костыльным колесом. Основные опоры убираются вдоль размаха в носок крыла и закрываются створками. Костыльное колесо убирается в фюзеляж в нишу, расположенную под камерой сгорания. Шасси убирают с помощью гидравлического управления.
- Силовая установка - поршневой двигатель жидкостного охлаждения ВК-107А, мощностью 1650 л.с., с коробкой привода компрессора. Воздушный винт четырехлопастной цельнометаллический с изменяемым шагом диаметром 2,9 м. ВДРК состоял из осевого компрессора, длинного вала привода компрессора, камеры сгорания с системой форкамер и форсунок. Топливо для основного двигателя и ВРДК подается из двух бензобаков,  расположенных в фюзеляже за кабиной пилотаи в правой консоли крыла.

Вооружение - пушка калибра 23 мм с боезапасом 100 снарядов. Пушка размещалась в развале двигателя и стреляла через втулку пропеллера. Два пулемета калибра 12,7 мм с боезапасом по 200 патронов были установлены над двигателем. Стрельба из пулеметов велась через плоскость винта.
Бронирование включало бронеспинку толщиной 10 мм, козырек и заголовок из прозрачной брони толщиной 65 мм.

## Тактико-технические характеристики

### Технические характеристики
- Экипаж: 1 человек
- Длина: 8,51 м
- Размах крыла: 10,56 м
- Высота: 3,39 м
- Масса:
  - Взлётная масса: 3 804 кг
- Двигатель комбинированный:
  - поршневой 1 × ВК-107
  - мотокомпрессорный 1 × ВРДК
- Мощность:
  - Поршневого: 1 650 л. с.
  - Мотокомпрессорного: 950 л. с.

### Лётные характеристики
- Максимальная скорость на высоте с включением ВРДК: 793 км/ч
- Дальность полёта: 600 км
- Практический потолок: 12 000 м

### Вооружение
- Стрелково-пушечное вооружение :
  - 1 х 23-мм мотор-пушка НС-23
  - 2 х 12,7-мм фюзеляжные пулемёты УБС